# Syndrom karpálního tunelu

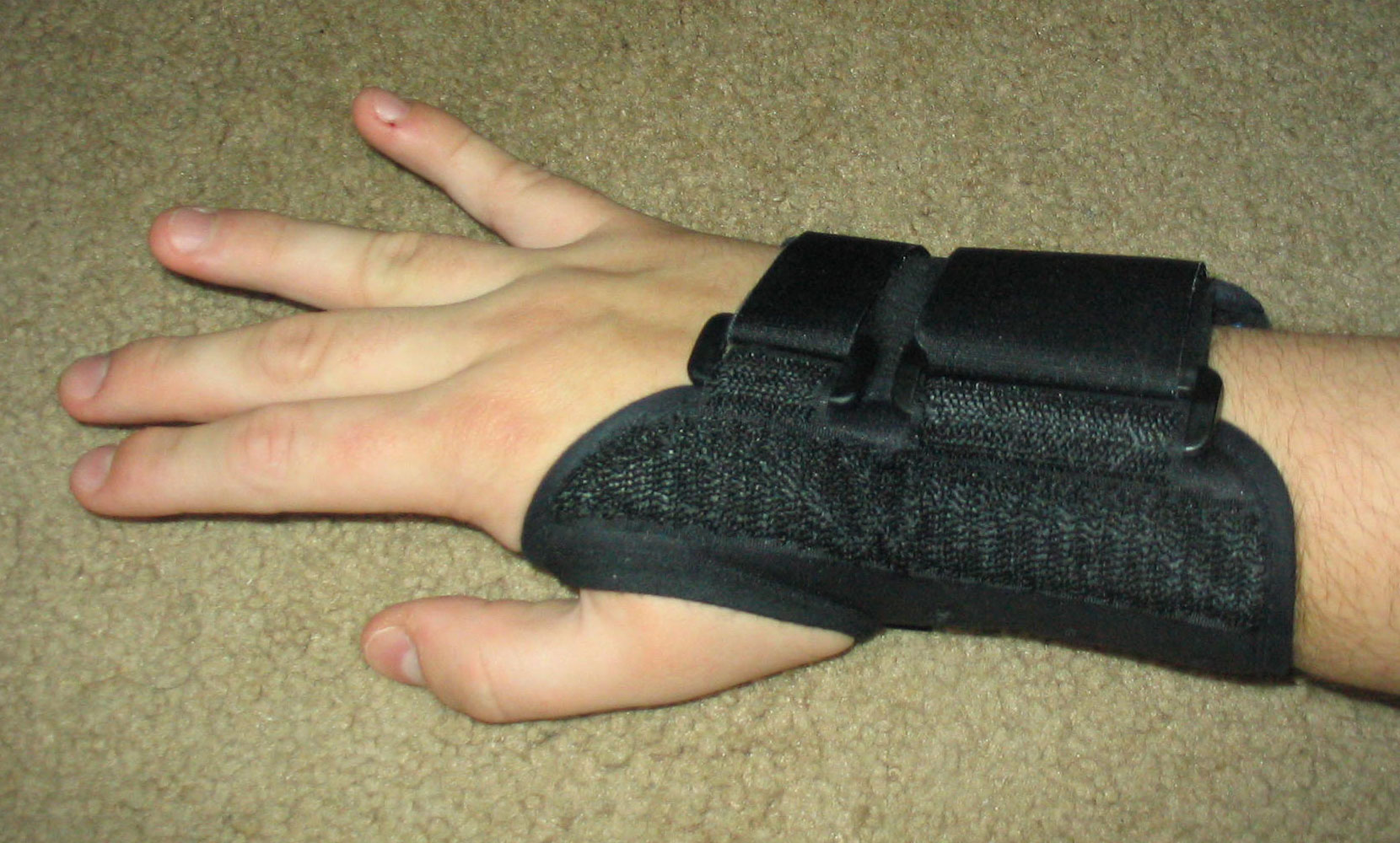
fixace postiženého zápěstí

Syndrom karpálního tunelu (latinsky syndroma canalis carpi) je útlakový syndrom způsobený postižením středního nervu (nervus medianus) v karpálním tunelu. Tlakové poškození může vzniknout např. po úrazu zápěstí, zánětu šlach a vazů v této oblasti nebo poslední dobou častým chronickým přetížením zápěstí při nevhodné ergonomii práce s počítačem (viz RSI). Jako příčina vzniku jsou uváděny také hormonální změny v organizmu, jako je užívání antikoncepce, těhotenství či menopauza.
Projevuje se častěji u žen. Mezi příznaky patří oslabená citlivost, mravenčení, pálení, trnutí a bolesti prstů rukou, které často bolí i v klidovém stavu. Postižení uvádějí, že největší bolesti pociťují v noci. Syndrom lze klinicky diagnostikovat např. vyšetřením nervového vedení či metodou EMG.
Při dlouhodobé manuální činnosti se pro úlevu doporučuje činit pravidelné přestávky, jemně si mnout oblast zápěstí, třepat rukama, mýt si ruce studenou vodou či si v pravidelných intervalech přikládat na zápěstí led. Toto tlumí bolest a urychluje hojení zánětu. Z výživového hlediska se doporučuje zvýšení příjmu vitamínu B6.
Léčba je možná několika způsoby. V počáteční fázi je syndrom přístupný manuální fyzioterapii
 spojené s nočním zapolohováním zápěstí extenční dlahou a zachováváním denního klidu. Tuto lze doplnit injekcemi kortikoidů. Při plně rozvinutém syndromu je metodou léčby dekomprese karpálního tunelu přetnutím zápěstních vazů, čímž se tlak na nerv odstraní. Operace se provádí ambulantně při lokální anestezii a trvá asi půl hodiny.

## Anatomie

Příčný průřez zapěstím v oblasti karpálního tunelu. Nervus medianus je vyznačen žlutě

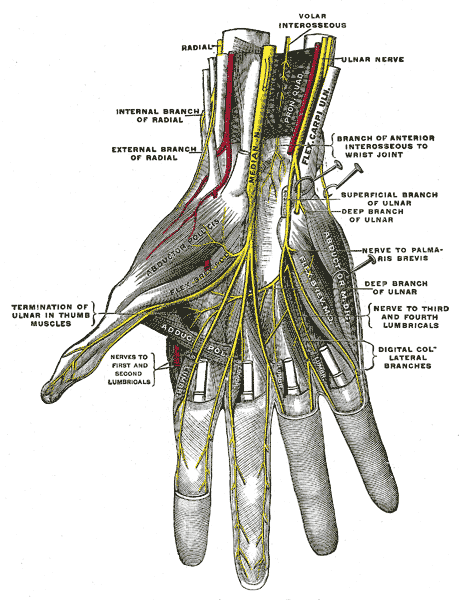
Pohled zepředu na průběh nervu medianu na ruce

Karpální tunel je průchod, kterým se některé nervy, drobné cévy a šlachy svalů dostávají z předloktí do dlaně. Ohraničen je ze stran vyvýšeninami zápěstních kostí (eminentita carpi ulnaris et radialis), zadní stěna je tvořena zápěstními kůstkami a zepředu je kryt zápěstním poutkem ohýbačů (retinaculum musculorum flexorum). 
Spolu s mnoha dalšími strukturami zde prochází i nervus medianus, který v této oblasti může být tlačen okolními strukturami na tuhé stěny tvořené zápěstními kůstkami, což vede k následné symptomatologii syndromu karpálního tunelu.
Při operativním řešení je důležité brát v potaz možnou variabilitu průběhu větví nervu medianu, jejichž přetětí je jednou z nejčastějších komplikací otevřených zákroků.